# Petriho síť
Petriho síť je matematická reprezentace diskrétních distribuovaných systémů. Petriho síť graficky reprezentuje strukturu distribuovaného systému jako orientovaný bipartitní graf s ohodnocením. Taková Petriho síť má dva druhy uzlů označované jako místa a přechody a orientované hrany spojující místa s přechody. Petriho sítě byly vytvořeny roku 1962 Carlem Adamem Petrim v jeho disertační práci.

Příklad Petriho sítě v pohybu

## Základní Petriho sítě
Petriho sítě obsahují místa, přechody a hrany. Hrany jsou pouze mezi místy a přechody, nikoliv mezi dvěma místy nebo dvěma přechody. Místa, ze kterých vedou hrany do přechodu, jsou nazývána vstupní místa tohoto přechodu; místa, do kterých vedou hrany z přechodu, jsou nazývána výstupní místa tohoto přechodu.
Místa mohou obsahovat libovolný počet teček (někdy též značek nebo tokenů; anglicky: tokens). Rozložení značek mezi místy v síti je nazýváno značení (anglicky: marking). Přechody mohou tečky ze vstupních míst takzvaně odpalovat (anglicky: firing) do míst výstupních. Přechod je uschopněn (anglicky: enabled) a může odpálit, pokud je v každém ze vstupních míst alespoň tečka. Když přechod odpálí, odebere tečky z jeho vstupních míst, provede nějaké výpočetní úlohy, a vloží zvolený počet teček do každého výstupního místa. Tento proces činí automaticky v každém jednotlivém kroku.
Výpočet Petriho sítě je nedeterministický. Což znamená následující:
1. více přechodů může být uschopněno současně a libovolný může odpálit,
2. žádný přechod není nutno odpálit – odpalují se dle libosti mezi časy 0 až nekonečno nebo vůbec nikdy. Je tedy možné, že se neodpálí vůbec nic.

Protože je odpalování nedeterministické, Petriho sítě jsou vhodné pro modelování souběžného chování distribuovaných systémů.

## Formální definice
Petriho síť je pětice {\displaystyle (S,T,F,M_{0},W)\!}, kde (viz Desel a Juhás)
- {\displaystyle S} je konečná množina míst.
- {\displaystyle T} je konečná množina přechodů.
- {\displaystyle F} je konečná množina hran, kde žádná hrana nemůže spojovat dvě místa nebo dva přechody, formálněji: {\displaystyle F\subseteq (S\times T)\cup (T\times S)}.
- {\displaystyle M_{0}:S\to \mathbb {N} } je počáteční označkování, kde v každém místě {\displaystyle s\in S} je {\displaystyle n\in \mathbb {N} } teček.
- {\displaystyle W:F\to \mathbb {N^{+}} } je množina vážených hran, které přiřazuje každé hraně {\displaystyle f\in F} nějaké číslo {\displaystyle n\in \mathbb {N^{+}} } označující kolik teček je odebráno z místa tímto přechodem, nebo alternativně: kolik teček je přechodem produkováno a vloženo do každého výstupního místa.

Existuje mnoho variant formálních definic – některé nemají vážené hrany, ale povolují více hran mezi stejným místem a přechodem, což je koncepčně shodné s jednou hranou s váhou rovnou počtu těchto hran z původní definice.